# Cantó de Sent Líser
El cantó de Saint-Lizier és un cantó del departament francès de l'Arieja, a la regió d'Occitània. Està inclòs al districte de Sent Gironç i té 16 municipis. El cap cantonal és Sent Líser.

## Municipis
- Era Bastida deth Salat
- Bèthhag
- Caumont
- Casavèth
- Gajan
- Era Cava
- Mauvedin de Prat
- Mercenac
- Montesquiu Avantés
- Montgaug
- Montjòi de Coserans
- Prat e Bonrepaus
- Sent Líser
- Lòrp e Senta Aralha
- Taurinhan deth Castèth
- Taurinhan eth Vielh